# Bredelem
Bredelem è una frazione (Ortsteil) della città di Langelsheim, nel land della Bassa Sassonia, in Germania.

## Storia
Già comune autonomo, fu soppresso e incorporato a Langelsheim il 1º luglio 1972.